# Lycaeides argyrotoxus
Lycaeides argyrotoxus är en fjärilsart som beskrevs av Hans Hermann Behr 1867. Lycaeides argyrotoxus ingår i släktet Lycaeides och familjen juvelvingar. Inga underarter finns listade i Catalogue of Life.